# Egweil
Egweil er en kommune i Landkreis Eichstätt i Regierungsbezirk Oberbayern i den tyske delstat Bayern. Den er en del af Verwaltungsgemeinschaft Nassenfels.

## Geografi
Egweil ligger ca. 15 km vest for Ingolstadt, 13 km fra Eichstätt og 9 km fra Neuburg an der Donau i Naturpark Altmühltal.
Nabokommuner er: Nassenfels, Unterstall, Bergheim, Pettenhofen og Attenfeld.

## Historie
Kommunen nævnes første gang i 863 . Under Trediveårskrigen blev den i 1634 kraftigt raseret.